# Mogyorós hólyagfa
A mogyorós hólyagfa (Staphylea pinnata) a Crossosomatales rendjébe, ezen belül a hólyagfafélék (Staphyleaceae) családjába tartozó faj.

## Elterjedése
Délkelet-Európai-kis-ázsiai faj, elterjedési területe a Nyugat-Alpoktól Közép-Európán és a Balkán-félszigete át Kis-Ázsiaig és a Kaukázusig nyúik. Hazánkban a Dunántúli-dombvidék és -középhegység cserjéje, az alföldeknek legfeljebb a peremvidékein fordul elő. A melegebb hegyvidéken meglehetősen gyakori, de sehol sem tömeges.

## Megjelenése
Alacsony termetű, többnyire tövétől ágas lombhullató cserje vagy kis fa. Vesszői zöldek vagy barnák, gallyai sötétbarnák, apró repedésektől fehéren márványozottak. Keresztben átellenes állású rügyei kiemelkedő rügyalapon ülnek, széles tojásdadok vagy lapított kúp alakúak. A rügyeket két vörösbarna vagy zöld, egymással összeforrt rügypikkely fedi. A vessző végén két egyenrangú végálló rügy foglal helyet. A vessző bélszövete vastag, fehér. Páratlanul szárnyasan összetett levelei 3-7 hosszúkás tojásdad, kerek vagy ékvállú, hegyes csúcsú, fűrészes szélű, ülő vagy nagyon rövid nyelű levélkékből állnak. A levélkék színe mélyzöld, fonáka kékeszöld árnyalatú. Keskeny pálhái korán lehullanak. Illatos, rózsás- vagy sárgásfehér virágai tavasz végén hosszú tengelyű bugavirágzatokban nyílnak az oldalhajtások csúcsán. A buga ágainál halvány szalagos murvalevelek fejlődnek, csészelevelei a szirmokhoz hasonlók. Felső állású magházából többnyire kétrekeszű, hólyagos toktermések fejlődnek, éretten fényes világosbarna, borsó nagyságú magvaiból nyakláncok, karkötők készíthetők.

## Életmódja
Melegkedvelő cserje, a többi ökológiai tényező tekintetében széles tűrőképességű. Mérsékelten szárazságtűrő. Fényigényes, illetve félárnyéktűrő. Gyakori a melegkedvelő tölgyesekben, karsztbokorerdőkben, szikla- és törmelékerdőkben. Gyorsan nő, hamar termőre fordul.

## Képek

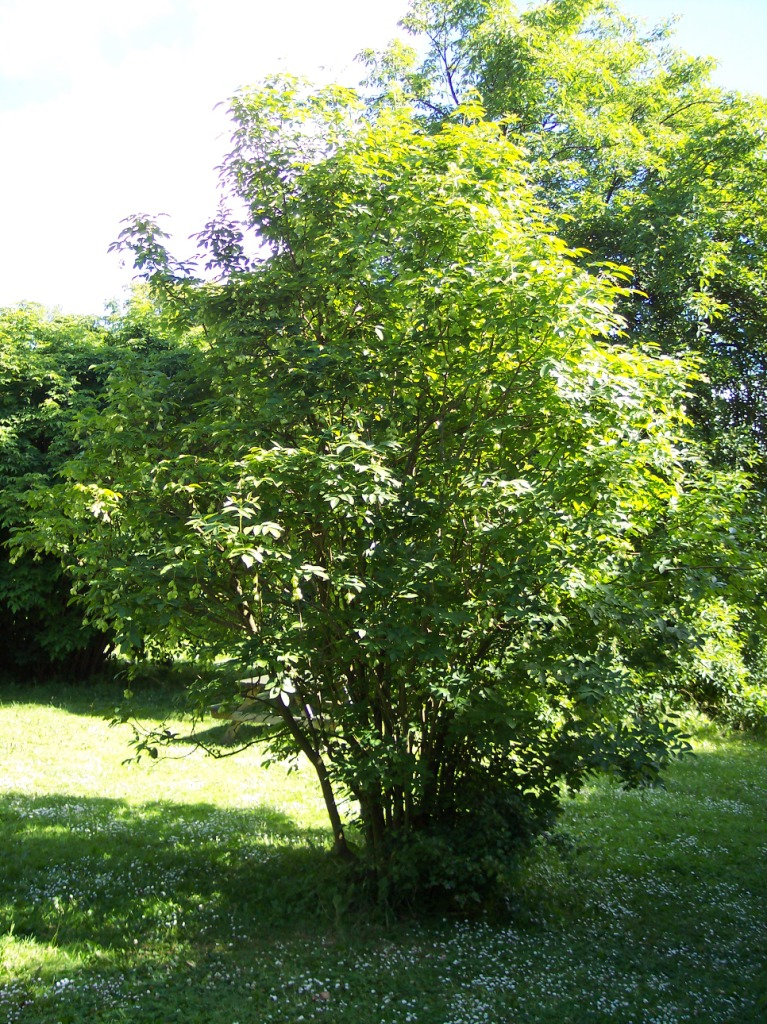
Alak
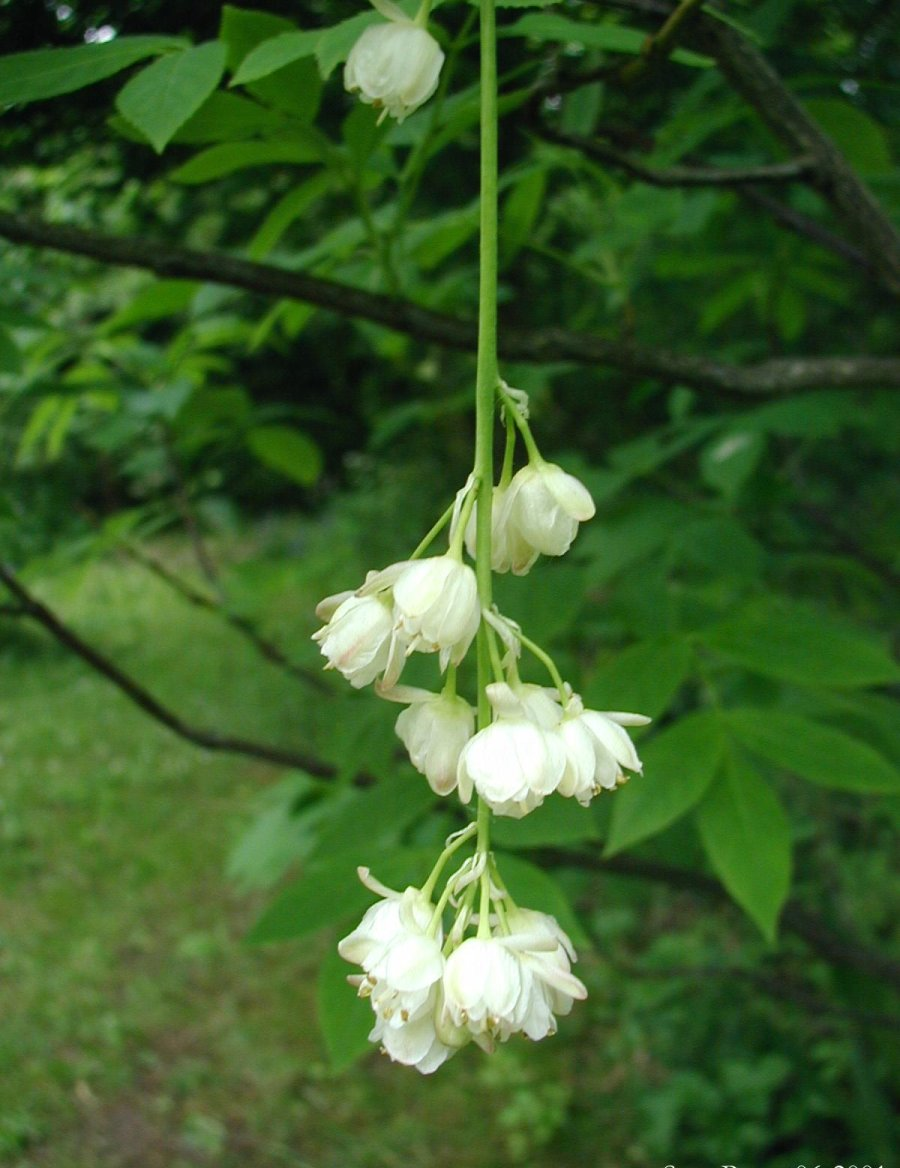
Virágok
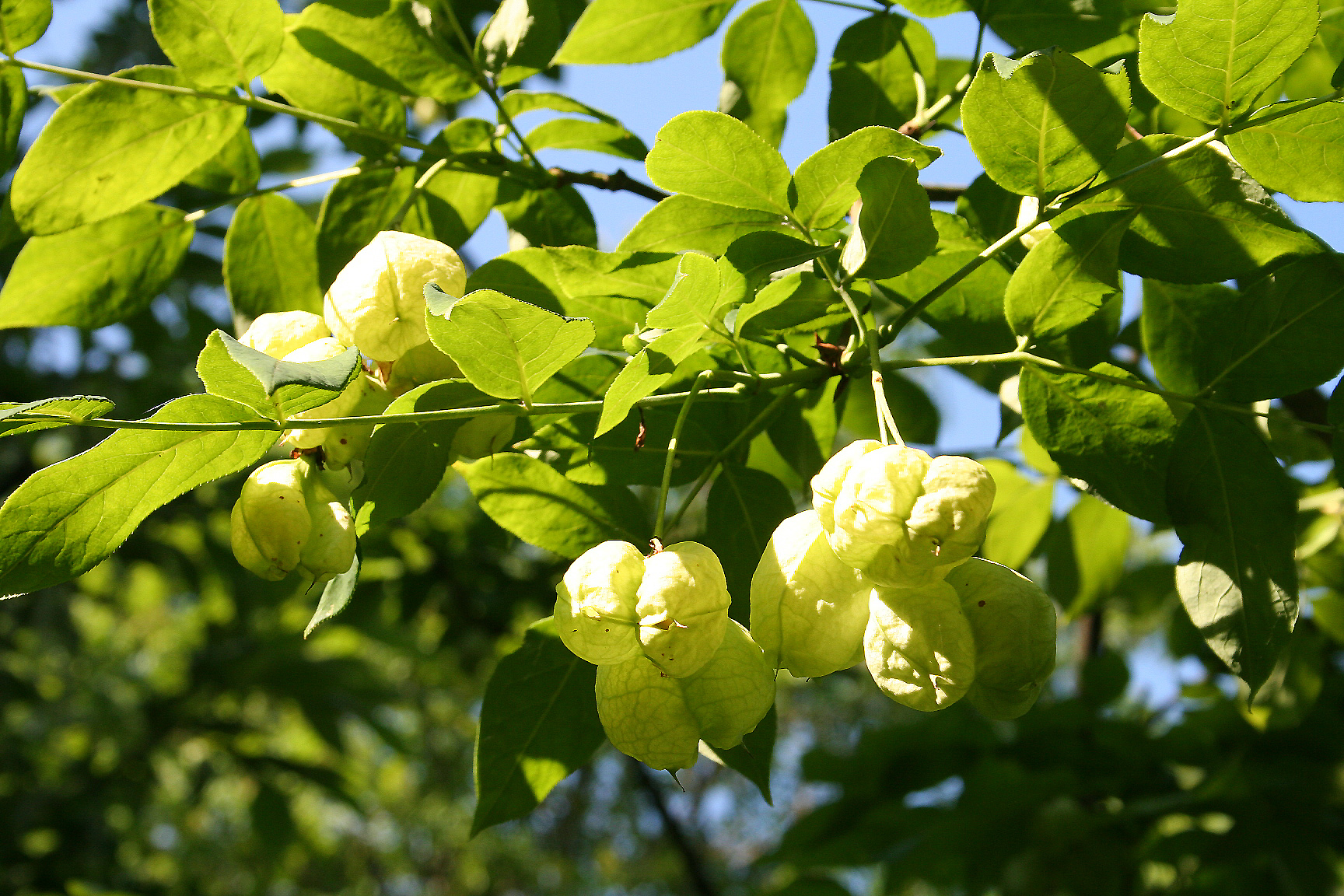
Levelek és termés
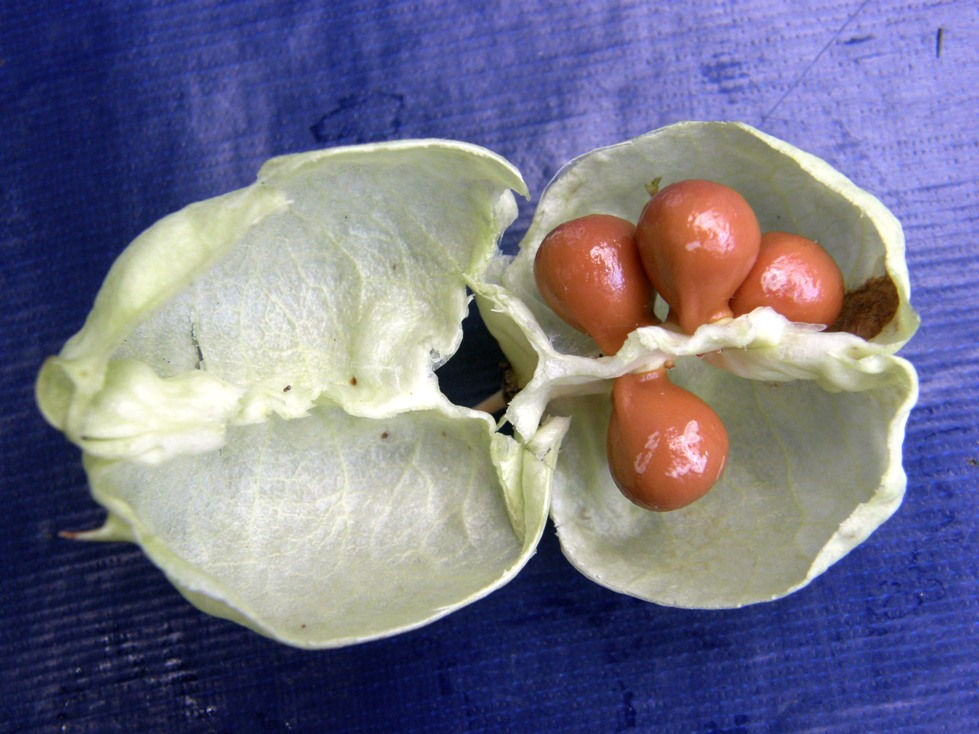
Kinyitott termés magokkal
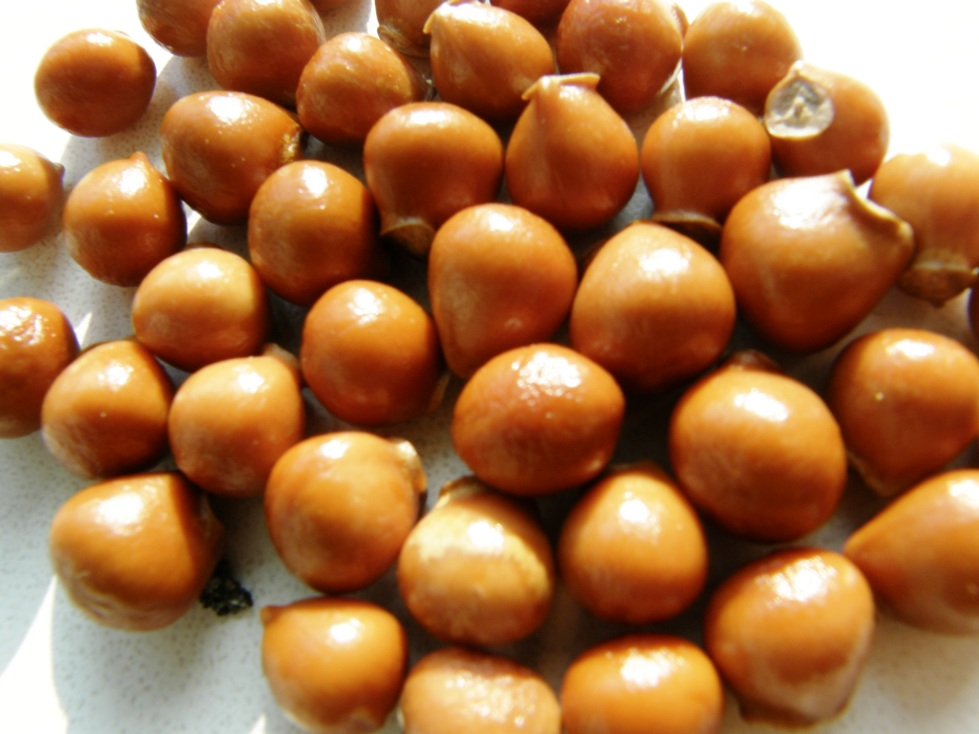
Magok
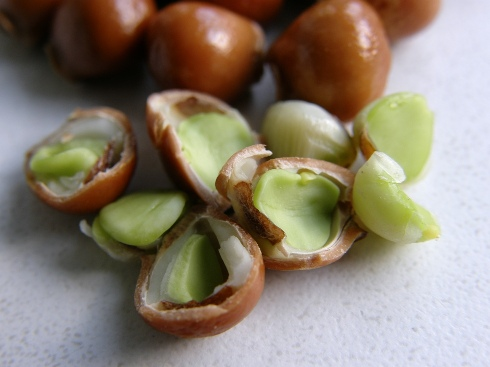
Magok